# 장안중학교 (부산)
장안중학교(長安中學校)는 대한민국 부산광역시 기장군 장안읍 좌천리에 있는 사립 중학교이다.

## 학교 연혁
- 1951년 10월 7일 : 학교법인 좌천학원 인가
- 1952년 2월 23일 : 장안중학교 설립인가
- 1952년 3월 27일 : 제1회 졸업식
- 1997년 8월 28일 : 학교법인 흥진학숙 심형구 초대 이사장 취임
- 2019년 3월 1일 : 학교법인 흥진학숙 김경희 이사장 취임
- 2023년 9월 1일 : 제15대 노귀영 교장 취임
- 2025년 2월 6일 : 제74회 졸업식(졸업생 132명, 졸업생 총 18,958명)
- 2025년 3월 4일 : 제77회 입학식(남 100명, 여 86명 계 186명)

## 참고 자료
- 장안중학교 - 한국교육학술정보원 학교알리미